# Список игровых кинофильмов СССР (1952)
Список завершённых советских игровых полнометражных и короткометражных фильмов 1952 года производства, снятых для коммерческого проката, а также телефильмов, выпущенных в прокат. В списке отсутствуют неигровые и мультипликационные кинофильмы, а также телефильмы и учебные фильмы, не выходившие в прокат.

## Список фильмов
Все фильмы звуковые, обычного формата.
| Название (Альтернативное название)     | Киностудия                 | Республика | Цвет  | Серий | Частей | Метраж  | Выход в прокат   | Режиссёр                                | Жанр                                 | Примечание                                |        |
| -------------------------------------- | -------------------------- | ---------- | ----- | ----- | ------ | ------- | ---------------- | --------------------------------------- | ------------------------------------ | ----------------------------------------- | ------ |
| В степях Украины                       | Киевская киностудия        | Украина    | ч.-б. | 1     | 11     | 2957    | 12 декабря 1952  | Левчук Тимофей                          | фильм-спектакль, комедия             |                                           | [ 1 ]  |
| Волки и овцы                           | Киностудия им. М. Горького | Россия     | ч.-б. | 2     | 19     | 4989    | 26 января 1953   | Сухобоков Владимир                      | фильм-спектакль, комедия             | Телефильм-спектакль, выпущенный в прокат. | [ 2 ]  |
| Горе от ума                            | Киностудия им. М. Горького | Россия     | ч.-б. | 2     | 16     | 4204,45 | 29 сентября 1952 | Алексеев Сергей, Войтецкий Виталий      | фильм-спектакль, комедия             | Телефильм-спектакль, выпущенный в прокат. | [ 3 ]  |
| Джамбул                                | Алма-Атинская киностудия   | Казахстан  | цв.   | 1     | 10     | 2706    | 25 мая 1953      | Дзиган Ефим                             | биография                            |                                           | [ 4 ]  |
| Живой труп                             | Ленфильм                   | Россия     | ч.-б. | 2     | 18     | 4931,5  | 16 июня 1952     | Венгеров Владимир                       | фильм-спектакль, драма               | Телефильм-спектакль, выпущенный в прокат. | [ 5 ]  |
| Композитор Глинка                      | Мосфильм                   | Россия     | цв.   | 1     | 11     | 3067    | 1 октября 1952   | Александров Григорий                    | биография                            |                                           | [ 6 ]  |
| Концерт мастеров искусств              | Ленфильм                   | Россия     | цв.   | 1     | 9      | 2439    | 23 сентября 1952 | Ивановский Александр, Раппопорт Герберт | фильм-концерт                        |                                           | [ 7 ]  |
| Концерт мастеров украинского искусства | Киевская киностудия        | Украина    | цв.   | 1     | 9      | 2362    | 5 ноября 1952    | Барнет Борис, Лапокныш Василий          | фильм-концерт                        |                                           | [ 8 ]  |
| Майская ночь, или Утопленница          | Киностудия им. М. Горького | Россия     | цв.   | 1     | 6      | 1625    | 31 октября 1952  | Роу Александр                           | фэнтези                              |                                           | [ 9 ]  |
| Максимка                               | Киевская киностудия        | Украина    | цв.   | 1     | 8      | 2135    | 10 февраля 1953  | Браун Владимир                          | приключения                          |                                           | [ 10 ] |
| На всякого мудреца довольно простоты   | Киностудия им. М. Горького | Россия     | ч.-б. | 2     | 18     | 4905    | 22 мая 1952      | Дорменко Анатолий, Сухобоков Владимир   | фильм-спектакль, комедия             |                                           | [ 11 ] |
| На дне                                 | Мосфильм                   | Россия     | ч.-б. | 1     | 16     | 4435,5  | 1 октября 1952   | Андрей Фролов                           | фильм-спектакль, драма               |                                           | [ 12 ] |
| Навстречу жизни                        | Ленфильм                   | Россия     | цв.   | 1     | 8      | 2256    | 3 сентября 1952  | Лебедев Николай                         | драма                                |                                           | [ 13 ] |
| Неразлучные друзья                     | Киевская киностудия        | Украина    | цв.   | 1     | 8      | 2240    | 25 марта 1953    | Журавлёв Василий                        | детский                              |                                           | [ 14 ] |
| Павлинка                               | Белорусьфильм              | Белоруссия | ч.-б. | 1     | 8      | 2190    | 25 декабря 1952  | Зархи Александр                         | фильм-спектакль, комедия             |                                           | [ 15 ] |
| Пахта-Ой                               | Ташкентская киностудия     | Узбекистан | ч.-б. | 1     | 5      | 1207    | 3 августа 1952   | Ярматов Камиль                          | детский                              |                                           | [ 16 ] |
| Покорители вершин                      | Тбилисская киностудия      | Грузия     | цв.   | 1     | 10     | 2456    | 2 августа 1952   | Рондели Давид                           | приключения                          |                                           | [ 17 ] |
| Разлом                                 | Ленфильм                   | Россия     | ч.-б. | 2     | 15     | 4183,94 | 13 октября 1952  | Боголюбов Павел, Музыкант Юрий          | фильм-спектакль, драма, исторический | Телефильм-спектакль, выпущенный в прокат. | [ 18 ] |
| Ревизор                                | Мосфильм                   | Россия     | цв.   | 1     | 13     | 3605    | 1 декабря 1952   | Петров Владимир                         | комедия                              |                                           | [ 19 ] |
| Римский-Корсаков                       | Ленфильм                   | Россия     | цв.   | 1     | 11     | 3102    | 24 августа 1953  | Рошаль Григорий, Казанский Геннадий     | биография                            |                                           | [ 20 ] |
| Садко                                  | Мосфильм                   | Россия     | цв.   | 1     | 9      | 2454    | 5 января 1953    | Птушко Александр                        | детский, фэнтези                     |                                           | [ 21 ] |
| Украденное счастье                     | Киевская киностудия        | Украина    | ч.-б. | 1     | 11     | 2953    | 1 июля 1952      | Шмарук Исаак                            | фильм-спектакль, драма               | Телефильм-спектакль, выпущенный в прокат. | [ 22 ] |
| Учитель танцев                         | Мосфильм                   | Россия     | ч.-б. | 1     | 15     | 4009    | 11 августа 1952  | Лукашевич Татьяна                       | фильм-спектакль, комедия             | Телефильм-спектакль, выпущенный в прокат. | [ 23 ] |
| Школа злословия                        | Мосфильм                   | Россия     | ч.-б. | 1     | 16     | 4407    | 14 июля 1952     | Роом Абрам                              | фильм-спектакль, комедия             |                                           | [ 24 ] |